# 小森美果
小森美果（日语：小森 美果，1994年7月19日—）是日本前女藝人，為女子偶像團體AKB48前成员，愛知縣名古屋市出身，前所屬經紀公司為尾木製作。2013年7月7日自AKB48畢業，後於同年8月20日退出演藝圈。

## 簡歷
- 參加AKB研究生甄選合格而成為AKB7期研究生生的一員。是7期生中唯一的出生地在关东以外地方的成员。
- 2009年6月24日，為AKB48 12th單曲「驚喜之淚!」的選拔成員，是研究生有史以來的第一次。
- 2009年8月23日在『AKB104選拔成員組閣祭』演唱會的晚場公演中，公布將昇格成為Team B的成員，2010年5月21日正式升格到Team B。
- 2010年1月8日 - 3月26日在AKB全体出演的日剧馬路須加學園中，是研究生唯一的出演主要角色（飾演 ムクチ）的。
- 2010年5月至6月举行的AKB48第二次总选举中，名列第30位，进入UnderGirl组。
- 2010年6月30日加入走廊奔跑隊7，这是走廊奔跑隊的广播节目限定组合。
- 2013年5月9日，在Team B公演中宣布毕业。[6]。
- 2013年6月3日，在AKB48劇場毕业公演。[7]。7月7日，舉行個人握手會，正式從AKB48毕业。
- 2013年8月9日，在官方部落格上宣布同月20日將退出演藝圈[8]。8月20日，与事务所合約結束，正式自演藝圈引退[9][10]。

## 人物
- 因觀看2007年紅白歌合戰第一次了解到AKB48這個女子偶像團體。
- 因被姐姐鼓動和誘導而參加甄選進入藝能圈。
- 自我介紹詞是“大份?中份?果然還是小森。我是被稱做Komorin的小森美果，請多指教”。(份與森同音)
- 從3歲至14歲一直在學習芭蕾，自我特技也是芭蕾。因爲芭蕾的基礎，在AKB公演中小森的舞蹈動作一直比較輕盈柔和，和團隊內大多數成員的強調動感的現代舞風格不同。
- 夢想是成為模特兒。
- 家里有養叫モモ（桃子）的馬耳他犬和叫チェリー（櫻桃）的柴犬
- 和同期的佐藤菫在7期研究生面試甄選時初遇，在7期研究生第一次練習時因為怕生讓過同期中年級最小的前田亞美代為去向工作人員詢問事務。
- 和AKB中的指原莉乃、北原里英、岩佐美咲、前田亞美、野中美鄉關係良好，在研究生時代曾到前田家留宿，在雜誌訪談中也表示AKB關係中最好的是前田亞美。
- 憧景和尊敬AKB48中的前輩小嶋陽菜，理由是非常有趣。
- 與SKE48 Team S的高田志織同一天生日。
- AKB 17th總選舉公式書上對其描述爲“見た目は非常に大人しそうな性格に見えるが、超天然の不思議ちゃんで、制禦不能の暴走車”，並稱爲“長身長腳的美少女”，其中AKB48劇場支配人護賀崎智信對她的評價是“時而會在自己嚴厲批評隊員們的時候，在一群低著頭抽泣的成員里發現面無表情雙眼目不轉睛地盯著虛空中不知何處的小森的身影(笑)”。
- 喜歡棒球，是日本職棒中日龍隊的支持者。此外喜歡的職棒選手有中島裕之（西武獅）、森野將彥（中日龍）、小笠原道大（讀賣巨人）、東野峻（讀賣巨人）。也曾在節目錄制的休息時間看棒球選手目錄。
- 在週刊AKB節目中，90分鐘內學會吹箭特技。
- 經常訪問的網站是ニコニコ動畫
- 喜歡的時裝品牌是LIZ LISA（日语：LIZ LISA）
- 在雜誌訪談中被詢問，如果把自己比作一種動物的話是什麽動物，回答是無尾熊。
- 在雜誌訪談中被詢問，現在買過最貴的東西是？回答是項鏈。
- 印象最深的演出是第一次公演偶像的黎明和第一次出演AX。
- 最喜歡的AKB單曲是妳正在看著夕陽嗎？和驚喜之淚!（因爲自身初次進入選拔），AKB公演曲目中最喜歡的是為了誰公演的海市蜃樓，最喜歡的演出服也是海市蜃樓的演出服。
- 被週刊AKB評爲2010年AKB中運氣最差的人，不得不前往神社進行轉運開光，得到好簽。此後自己對其深信不疑，在和母親在餐廳吃飯的時候抽到了免費券。
- 學校生活方面，不太熱衷學習[11]”，漢字書寫困難，拿手的科目是音樂，苦手的科目是數學，在[週刊AKB的綜合考試節目中位居倒數第二，自己比較欣慰的是中二數學拿過86分。
- 在戶賀崎智信宣佈重新組建AKB隊伍以及事務所移籍時，均是研究生中第一個公佈的。
- 在週刊AKB特典中表現過出人意料的保齡球實力，也參加過學習吹箭，五發五中。
- 在AX2010的DVD評論音軌中，在出演“單戀對角線”一曲時，被作爲評論員的ACE前田敦子特別關注。
- 被很多前輩稱爲可愛，如前田敦子、指原莉乃、北原里英、米澤瑠美、松井玲奈、近野莉菜等。
- 在新TEAM B隊內投票中（AKB48 チーム內キャラ王抉定戦），被選為

1. “大胃王”（5票）——「我算是吃很快的大胃王喔。像飯團30秒就能吃完了。我晚上沒什麼差，所以早上就吃很多」，實際上在彥摩呂的另一款和AKB合作的飲食節目AKB級美食競技場中被評為觀眾印象中AKB裡吃飯最慢的成員，本人也給予了否認。
2. “天然王”（13票）——雖然本人說「不對啦。是大家誤會了。」但是周圍也出現疑惑的聲音！？「不，其實小森是裝出來的」
3. “MY PACE王”（6票）——雖然本人辯解「我很普通阿」，「怎麼看都是my pace，能察言觀色的my pace」（指原莉乃），誰都不聽她的辯解。

- 曾經表示希望能在電視節目中參加體驗過山車企劃，因為自己完全不害怕坐過山車。週刊AKB2010年7月30日放送的節目中，參與了遊樂園的過山車，完成了願望。但同時在速降機械上顯得很害怕，並說了關西方言（大阪腔），在場參與節目的倉持明日香表示是小森進AKB後第一次聽見她說關西方言。
- 和元B組的指原莉乃關係很好，並在AKB600秒的指原莉乃單元中出現，是600秒系列中唯一一個從頭至尾出場的客串角色，因此“指原莉乃600秒”又被戲稱為“小森美果600秒”。
- 在東京秋之祭演唱會中，被指原莉乃催眠後表演狗，猴子和說韓語，但不知為何說的韓語是Yes We Can (?)。之後和多田愛佳合唱後，因多次的忘詞可愛表現，全場大爆笑，但大家都安慰小森而把矛頭指向是指原催眠導致。
- 已婚並育有2名女兒，丈夫為上原拓也

## 參加AKB48樂曲

### 單曲CD選拔曲
- 驚喜之淚!
- 馬路須加學園頂尖藍調
- Lucky Seven
- 預約的聖誕節
- 為了誰 -What can I do for someone?-
- Everyday、髮箍
  - 鬥魂[12]

Under Gril名義
- 因為喜歡你
- 你的背影
- 被偷了的唇
- 涙之Sea Saw Game
- 專屬於我的value
- 偶然的十字路
- 不能擁抱你

蔬菜姊妹名義
- 蔬菜姊妹

蔬菜姊妹2011名義
- 蔬菜占卜

Team B名義
- 愛的跳躍

## 分組參加曲
Team研究生 「偶像的黎明」公演
1. 單戀對角線

TeamB 4th Stage「偶像的黎明」公演
1. 單戀對角線

※原・佐伯美香的代役
TeamA 5th Stage「恋愛禁止条例」公演
1. 暴風驟雨之間（伴舞）
2. 盛夏的聖誕玫瑰（伴舞）

THEATER G-ROSSO「不要让梦想死去」公演
1. Confession

※-篠田麻里子・大堀惠・米澤瑠美的替補
TeamB 5th Stage「劇場的女神」公演
1. 暴風雨之夜
2. 男更衣室

※北原里英的Unit Under

## 演出

### 電視節目
- AKBINGO!（2009年6月17日 - 、日本電視台）
- 週刊AKB（2009年7月24日 - 、東京電視台）
- すイエんサー（2010年2月2日、NHK教育台）
- AKB48神TV （家庭劇場）
  - 特別節目〜來自北國2010〜（2010年3月27日）
  - 特別節目〜澳大利亞修學旅行〜（2010年9月23日）
- AKB级美食竞技场第四回（2010年8月1日・8月15日、SkyPerfecTV）- 与石田晴香、佐藤菫一起。
- AKB和××!（2010年10月28日 - ××選抜、讀賣電視台）
- R的法則（2012年11月5日 - 、NHK教育台）

### 日劇
- 馬路須加學園（2010年1月8日 - 3月26日、東京電視台） - 飾演 ムクチ
- 馬路須加學園2（2011年4月15日 - 7月1日、東京電視台） - 飾演 ムクチ

### 廣播
- AKB48 明日までもうちょっと。（日语：AKB48 明日までもうちょっと。）（2009年10月19日・11月16日・23日・12月7日・2010年2月1日・3月1日・22日・29日、文化放送）
- 走廊奔跑队7（2010年7月5日 - 、日本放送）
- AKB48 今夜は帰らない…（日语：AKB48 今夜は帰らない…）（2010年8月23日(定期放送，第五代主持人) - CBCラジオ）

### DVD
- いわこも（2010年12月22日、E-NET FRONTIER） - 小森美果&岩佐美咲名義
- みかぽんじゅ〜る（2011年1月26日、E-NET FRONTIER）

## 脚注
1. ↑  . AKB48官方網站. 2013-05-07  [2012-11-10]. （原始内容存档于2012-08-29） （日语）.
2. ↑  AKB48元選抜メンバー　独占報告「私、ママになります」【AKB48】 （页面存档备份，存于） - 光文社「女性自身」2676号 2015年4月7日
3. ↑  . 尾木製作.   [2013-06-02]. （原始内容存档于2013-06-01） （日语）.
4. ↑  『AKB48 じゃんけん大会2012 感動総集号 2012年 11月15日号』（光文社、2012年）66頁
5. ↑  芸能界引退の元AKB48小森美果、最後のメッセージ「忘れないでくださいね」 （页面存档备份，存于） - シネマトゥデイ（2013年8月21日）2013年8月22日
6. ↑  . 小森美果オフィシャルブログ「みかぼんじゅ〜る」. 2013-05-10  [2013-05-10]. （原始内容存档于2013年8月9日）.
7. ↑  . AKB48オフィシャルブログ. 2013-05-28  [2013-05-29]. （原始内容存档于2016-03-05）.
8. ↑  小森美果. . AKB48 TeamOgi 小森美果オフィシャルブログ. 2013-08-09  [2013-08-09]. （原始内容存档于2013-08-09）.
9. ↑  倪妍. . ent.huanqiu.com.   [2018-09-12]. （原始内容存档于2018-09-12）.
10. ↑  芸能界引退の元AKB48小森美果、最後のメッセージ「忘れないでくださいね」 （页面存档备份，存于） - シネマトゥデイ（2013年8月21日）2013年8月22日閲覧
11. ↑  其他成員們很少見到她做作業
12. ↑  . natalie. 2011年4月21日. （原始内容存档于2014年4月7日）.

## 外部連結
- AKB48個人介紹頁（日語）
- AKB48 Team Ogi個人介紹頁（日語）
- 尾木製作個人介紹頁（日語）
- 小森美果官方部落格「みかぽんじゅ〜る」（日語）
  - 舊部落格（日語）
- 小森美果的Instagram帳戶（2016年6月21日 - ）（日語）
- 走廊奔跑隊官網（日語）
- 走廊奔跑隊官方博客（日語）
- 小森美果的Google+（日語）